# Ахенбах, Эрнст
Эрнст Ахенбах (нем. Ernst Achenbach; 9 апреля 1909[…], Зиген, Пруссия — 2 декабря 1991[…], Эссен, Северный Рейн-Вестфалия) — нацистский дипломат, адвокат, позже член Свободной демократической партии Германии. Получил известность за свою деятельность, которая была направлена на реабилитацию и представление интересов в суде нацистских преступников на Нюрнбергском процессе и после него.

## Биография
Эрнст Ахенбах родился 9 апреля 1909 года в Зигене. В 1927 году окончил гимназию в Гельзенкирхене. Изучал право в Париже, Берлине, Гамбурге и Бонне. В 1931 году сдал экзамены на юриста 1-го класса, а через год поступил в докторантуру. С 1936 по 1944 год служил в иностранной службе при Министерстве иностранных дел в берлинском офисе. С 1940 по 1943 год Ахенбах возглавлял Политическое отделение посольства Германии в оккупированном Париже. Вышел на пенсию в октябре 1944 года в качестве советника миссии. С 1944 по 1945 год проходил службу в войсках вермахта.
Эрнст Ахенбах был одним из троих человек при посольстве нацистской Германии в оккупированном Париже в период с 1940 по 1944 год. Предположительно, что он являлся ключевой фигурой, что стояли за преследованием и депортацией евреев с Парижа и последующей переправкой в концлагерь — Освенцим.
Несмотря на то, что многие деятели нацистской Германии были арестованы или преследовались — эта участь обошла Ахенбаха стороной. Он избежал уголовного наказания, предположительно, из-за отсутствия интереса к его персоне со стороны США и Великобритании. В 1945 году, не в последнюю очередь благодаря своей жене, которая являлась гражданкой США, Ахенбаху было предоставлено политическое разрешение со стороны военных властей США — ему разрешили выступать в качестве защитника на Нюрнбергском процессе. Согласно франко-германскому соглашению, которое было подписано в октябре 1954 года, только французские суды могли преследовать немцев за преступления совершенные на территории Франции. Такие меры были предприняты из-за опасения французской стороны, что немецкие суды будут снисходительны к военным преступникам. Однако, согласно положениям немецкой конституции — выдача немецких граждан из Германии в другие страны была строго запрещена. Несогласные с таким положением вещей французы добивались передачи нацистских преступников и в 1947 году вынудили американских коллег выдать ордер на арест Ахенбаха. Однако, последнему удалось вовремя скрыться на подконтрольную британским военным территорию и более того, добиться от них права заниматься правовой деятельностью в Эссене. Многие годы после второй мировой войны французские власти добивались подписание соглашения о выдаче им военных преступников Германии и их попытки увенчались успехом в 1971 году, когда был подписан соответствующий новый франко-германский договор. Однако в течение четырёх лет документ оставался нератифицированным соответствующим комитетом в Боннском парламенте. Не последнюю роль в торможении процесса ратификации сыграл Эрнст Ахенбах, который был председателем вышеупомянутого комитета.
В период с 22 апреля 1955 по 20 января 1958 год занимал должность заместителя председателя Свободной демократической партии Германии. С 1957 по 1976 год член Бундестага. Был избран членом Европейского парламента с 1964 по 1969 год и второй раз с 1974 по 1979 год, За время работы был назначен на должность председателя Комитета по связям со странами Африки и Мадагаскара, а позже на аналогичной должности при Комитете по развитию и сотрудничеству.
Очередную огласку факты из нацистского прошлого Ахенбаха получили в 1971 году, когда Беата Кларсфельд, также известная как «охотница за нацистами» (нем. Nazi-Jägerin), с группой единомышленников проникла в офис Ахенбаха и выкрала компрометирующие его документы.